# Opius moravicus
Opius moravicus är en stekelart som beskrevs av Fischer 1960. Opius moravicus ingår i släktet Opius och familjen bracksteklar. Inga underarter finns listade i Catalogue of Life.